# Resolució 346 del Consell de Seguretat de les Nacions Unides
La Resolució 346 del Consell de Seguretat de les Nacions Unides, aprovada el 8 d'abril de 1974 va agrair a les nacions que van contribuir a la força d'emergència establerta a la resolució 340 i van acordar amb l'opinió del Secretari General de les Nacions Unides; que la separació de les forces d'Egipte i Israel no era més que el començament d'una solució pacífica del problema i va demanar als estats membres que continuessin donant suport a la força d'emergència.
La resolució va ser aprovada per unanimitat amb 13 vots a cap, mentre que dos membres, l'Iraq i la República Popular de la Xina, no van participar en la votació.